# Wilhelm Marx
Wilhelm Marx (født 15. januar 1863 i Köln i Tyskland, død 5. august 1946 i Bonn) var tysk politiker for det katolske centrumparti Zentrum. Han var Tysklands kansler fra 1923 til 1925 og igen fra 1926 til 1928.
Marx var uddannet jurist, og arbejdede som advokat, før han blev politiker. Han blev ved præsidentvalget i Tyskland 1925 opstillet som præsidentkandidat for Zentrum. I anden runde afstod SPD fra at stille egen kandidat og stillede sig i stedet bag Marx' kandidatur. Men højrefløjen opstillede Paul von Hindenburg, som med snæver margin vandt valget.
I 1932 udtrådte Marx af Rigsdagen, og trak sig tilbage fra det politiske liv. Han levede herefter et stille liv i Bonn.

## Første kabinet (november 1923–maj 1924)
- Dr. Wilhelm Marx (Z) – kansler
- Dr. Karl Jarres (DVP) – vicekansler og indenrigsminister
- Dr. Gustav Stresemann (DVP) – udenrigsminister
- Dr. Erich Emminger (BVP) – justitsminister
- Dr. Hans Luther – finansminister
- Eduard Hamm (DDP) – økonomiminister
- Gerhard Graf von Kanitz – fødevareminister
- Dr. Heinrich Brauns (Z) – arbejdsminister
- Dr. Otto Geßler (DDP) – forsvarsminister
- Dr. Rudolf Oeser (DDP) – transportminister
- Dr. Anton Höfle (Z) – postminister og midlertidig minister for de okkuperede områder

- 15. april 1924 – Kurt Joel efterfølger Emminger som justitsminister.

## Andet kabinet (juni 1924–december 1924)
- Dr. Wilhelm Marx (Z) – kansler
- Dr. Karl Jarres (DVP) – vicekansler og indenrigsminister
- Dr. Gustav Stresemann (DVP) – udenrigsminister
- Dr. Kurt Joel – justisminister
- Dr. Hans Luther – finansminister
- Eduard Hamm (DDP) – økonomiminister
- Gerhard Graf von Kanitz – fødevareminister
- Dr. Heinrich Brauns (Z) – arbejdsminister
- Dr. Otto Geßler (DDP) – forsvarsminister
- Dr. Rudolf Oeser (DDP) – transportminister
- Dr. Anton Höfle (Z) – postminister og midlertidig minister for de okkuperede områder

Ændringer
- 11. oktober 1924 – Dr. Rudolf Krohne (DVP) efterfølger Oeser som transportminister.

## Tredje kabinett (maj 1926–december 1926)
- Dr. Wilhelm Marx (Z) – kansler
- Dr. Gustav Stresemann (DVP) – udenriksminister
- Dr. Wilhelm Külz (DDP) – indenrigsminister
- Dr. Johannes Bell (Z) – justitsminister og midlertidig minister for de okkuperede områder
- Dr. Peter Reinhold (DDP) – finansminister
- Dr. Julius Curtius (DVP) – økonomiminister
- Dr. Heinrich Haslinde (Z) – fødevareminister
- Dr. Heinrich Brauns (Z) – arbejdsminister
- Dr. Otto Geßler (DDP) – forsvarsminister
- Dr. Rudolf Krohne (DVP) – transportminister
- Karl Stingl (BVP) – postminister

## Fjerde kabinet (januar 1927–juni 1928)
- Dr. Wilhelm Marx (Z) – kansler og midlertidig minister for de okkuperede områder
- Oskar Hergt (DNVP) – vicekansler og justitsminister
- Dr. Gustav Stresemann (DVP) – udenrigsminister
- Walter von Keudell (DNVP) – indenrigsminister
- Dr. Heinrich Köhler (Z) – finansminister
- Dr. Julius Curtius (DVP) – økonomiminister
- Dr. Martin Schiele (DNVP) – fødevareminister
- Dr. Heinrich Brauns (Z) – arbejdsminister
- Dr. Otto Geßler – forsvarsminister
- Dr. Wilhelm Koch (DNVP) – transportminister
- Dr. Georg Schätzel (BVP) – postminister

Ændringer
- 19. januar 1928 – Wilhelm Groener efterfølger Geßler som forsvarsminister.

## Eksterne links
- Wikimedia Commons har flere filer relateret til Wilhelm Marx
- Biografi på dhm.de (tysk)